# (2677) Joan
(2677) Joan est un astéroïde de la ceinture principale.

## Description
(2677) Joan est un astéroïde de la ceinture principale. Il fut découvert le 25 mars 1935 à Nice par Marguerite Laugier. Il présente une orbite caractérisée par un demi-grand axe de 2,99 UA, une excentricité de 0,05 et une inclinaison de 10,1° par rapport à l'écliptique.

## Compléments